# Nisha Pahuja

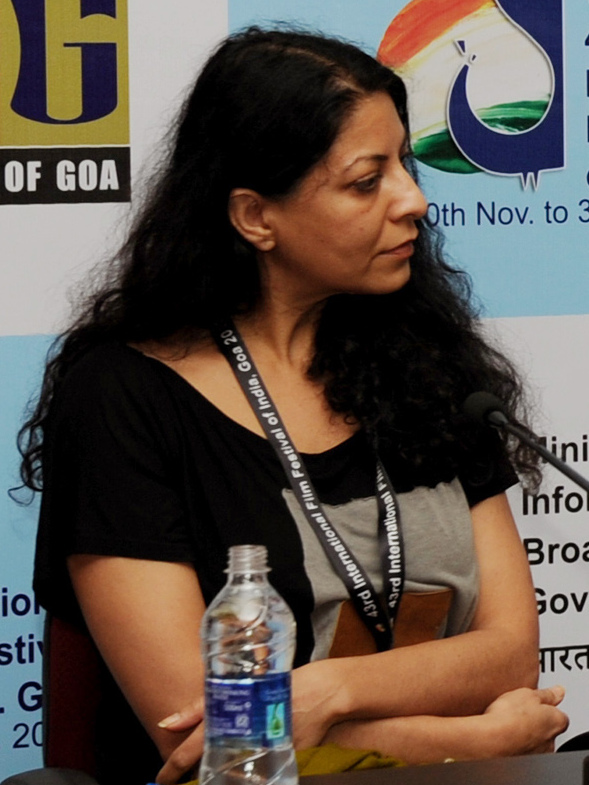
Nisha Pahjua (2012)

Nisha Pahuja (Hindi निशा पाहुजा; * 3. Juni 1969 in Neu-Delhi) ist eine indisch-kanadische Dokumentarfilmerin.

## Leben
Pahuja zog in den frühen 1970ern mit ihren Eltern von Indien nach Kanada. Sie wuchs mit vielen westlichen Einflüssen auf, war aber auch von Bollywood-Filmen beeinflusst. Sie interessierte sich jedoch zunächst eher für Literatur als für Filme.
Pahuja studierte englische Literatur an der University of Toronto und wollte zunächst Schriftstellerin werden. Nach einem Treffen mit Geeta Sondhi, die die CBC-Dokumentation Some Kind of Arrangement machte, begann sie sich für Dokumentarfilme zu interessieren.
Nach Bollywood Bound (2003) und Diamond Road (2007) drehte sie den erfolgreichen Dokumentarfilm The World Before Her. Der Film behandelt das Thema Frauenrechte in Indien und zeigt zwei unterschiedliche indische Mädchen. Die eine möchte Miss India werden, während die andere der Durga Vahini, der Jugendgruppe der hindunationalistischen Partei Vishva Hindu Parishad angehört.
2022 folgte To Kill a Tiger, ein Dokumentarfilm über eine Familie in Jharkhand, deren Tochter brutal vergewaltigt wurde. Der Vater versucht gerichtlich gegen den Täter vorzugehen. Die Gemeinschaft fordert stattdessen eine Zwangsheirat mit dem Täter. Der Film gewann zahlreiche Preise und wurde bei der Oscarverleihung 2024 in der Kategorie Bester Dokumentarfilm nominiert.

## Filmografie
- 2002: Bollywood Bound
- 2007: Diamond Road
- 2012: The World Before Her
- 2022: To Kill a Tiger